# Yak-30 (航空機・2代)
ヤコヴレフ Yak-30
- 用途：練習機
- 製造者：A・S・ヤコヴレフ記念試作設計局
- 運用者：ソ連空軍
- 初飛行：1960年
- 生産数：4機
- 運用状況：試作のみ

ヤコヴレフ Yak-30（Yakovlev Yak-30、NATOコードネーム Magnum）は、ワルシャワ条約機構加盟国向けの最初のジェット練習機の競争試作にヤコヴレフ設計局から参加した航空機である。ヤコヴレフ Yak -17UTIを引き継ぎ設計された本機はヤコヴレフ Yak-32の開発に繋がった。Yak-30は競争試作でアエロ L-29 デルフィンに敗れ、Yak-32と共に量産されることは無かった。

## 歴史
1959年にソ連空軍はソビエト連邦とワルシャワ条約機構加盟国で使用する最初の専用に設計されたジェット練習機の競争試作を催した。ヤコヴレフ Yak -17 UTIを含むこれ以前の全てのソ連製の練習機は既存のジェット戦闘機から改装された機体であった。ヤコヴレフ設計局は第二次世界大戦以来ほとんどのソ連製練習機を製造してきたことから、この競争試作に勝つことは非常に重要であり、勝者は来る数年間に渡り多数の航空機の生産を見込めるはずであった。ヤコヴレフ設計局が競作に供したのがYak-30であり、驚くべきことにソビエト連邦内からこの競作に参加したのはこの1機のみであった。

## 開発
Yak-30は軽合金を使用した全金属性の航空機であった。この機体は簡便且つ安価に製造できるように2本の主翼桁はプレス鋼製材で出来ていた。単純な円形断面の胴体には訓練生と教官がタンデムに座る非与圧式コックピットを備えていた。最大600 L（132ガロン）積みの燃料タンクを主翼上の胴体内に搭載していた。
エンジンはYak-30用に特別に製造されたツマンスキーが設計したRU-19であった。この機体の他の部位と同様にこのエンジンは単純な構造の900kg (1,984lbs) の推力を発生し、7段軸流式圧縮機を備える1軸ターボジェットエンジンであった。空気は主翼付け根にある非常に小さな吸気口から流入し、ジェット排気口を備えない後部胴体の下から直接排出された。整備が簡単に行えるようにエンジンは胴体を分離することなくそのまま下に降ろすことができた。

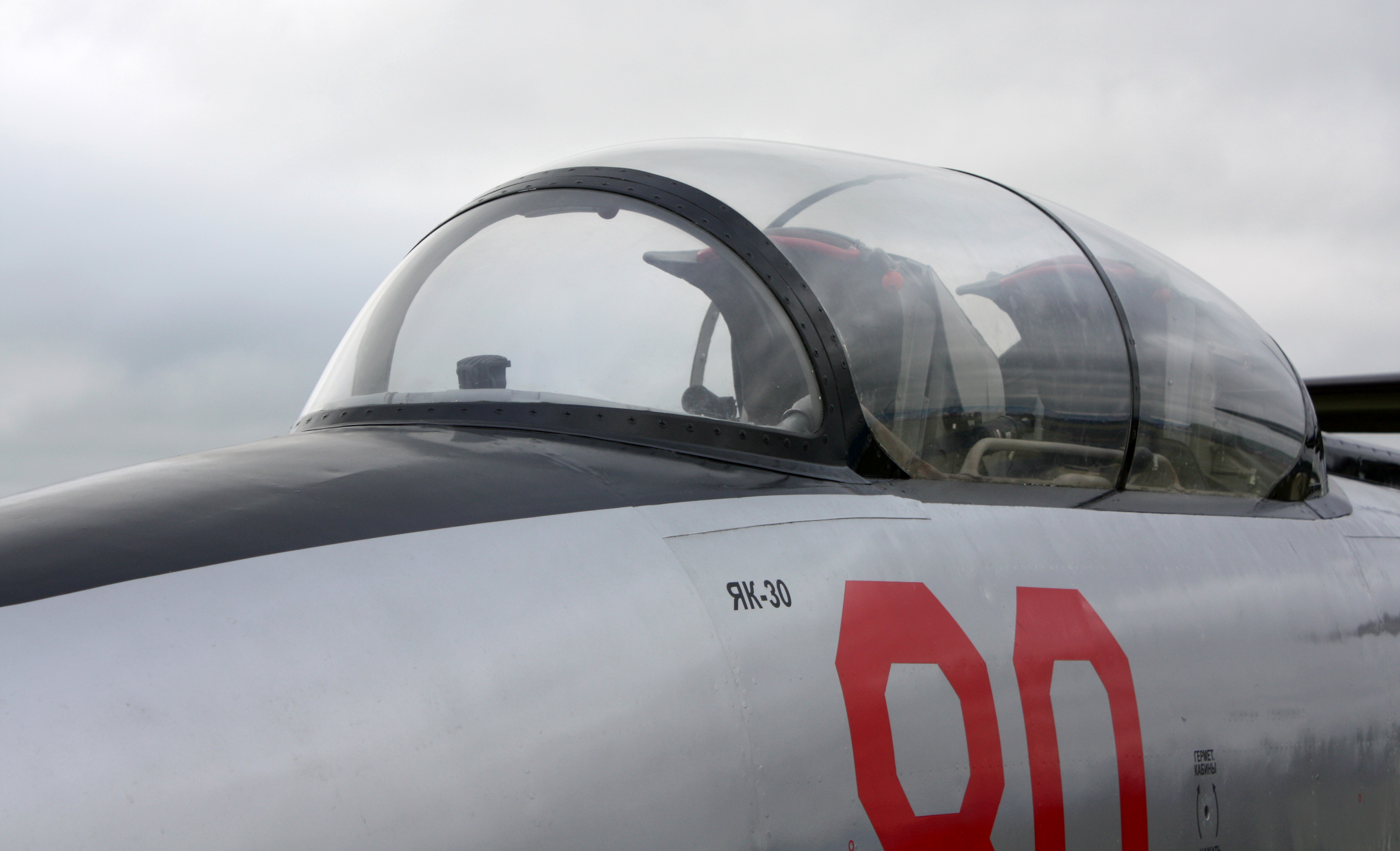
視界良好のYak-30のキャノピー

水平尾翼は鋭い後退角を持った垂直尾翼の中ごろの高さに取り付けられており、全ての動翼はキャノピーまで続く胴体背面の膨らみの中を通るロッドにより人力で操作されていた。長い一体型キャノピーは茶色に着色されたプレクシグラス製で横への張り出しにより良好な下方視界を確保し、長いレール上を滑り後方へ開いた。教官席からは前後席双方の射出座席を操作することができたが、訓練生は自分の座席のみを射出することしかできなかった。前後席共に全ての操縦装置を備えていた。
首車輪式の降着装置は引き込み式で、主車輪は内側へ操舵可能な前車輪は2枚の扉を持つ前方の収納室へ格納された。軍用版の単座のYak-32と同様の武装を備えるように計画されたが、4機の試作機には搭載されなかった。
開発計画の技術部長はK V Sinelshcikov、主任技師はV A Shavrin、V G TsvelovとV P Vlasovであった。

## テスト
設計局は静止/疲労試験用の機体と4機の飛行試験用試作機（コールサイン30、50、80と90）を製造した。同時に2機のYak-32も組み立てられた。
競争試作は最終的にチェコスロバキアのアエロ L-29 デルフィンとポーランドのPZL TS-11 イスクラとYak-30の3機で争われた。イスクラは早期に脱落してポーランドへ送り返され、Yak-30とL-29の間での一騎討ちとなった。Yak機の方が性能は若干優っていたが、細々とした問題に悩まされた。結局、チェコスロバキアの企業に仕事をあてがう必要であると判断され、1961年8月にL-29がポーランド以外の全ソビエト連邦とワルシャワ条約機構加盟国の標準ジェット練習機に選定された。この決定の直ぐ後で設計局のパイロットSmirnovはYak-30で幾つかの世界記録を樹立した。
悲劇的なことに全てのヤコブレフ製の双発ジェット機の主任テストパイロットを勤めたVolkovは、1965年にYak-30に搭乗中女性パイロットのミスが原因で死亡した。

## 要目
N.Jakubovich "Wings of Motherland. Aviation and politics, or how "Dolphin" destroyed Yak-30"より
- 乗員：2名
- 全長：10.14 m (33 ft 3 1/4 in)
- 全幅：9.38 m (30 ft 9 1/4 in)
- 全高：3.4 m (11.1 ft)
- 翼面積：14.3 m² (153.7 ft²)
- 翼面荷重：154 kg/m² (31.6 lb/ft²)
- 空虚重量：1,555 kg (3,428 lb)
- 全備重量：2,250 kg (4,960 lb)
- 有効積載重量：991 kg (2,185 lb)
- 最大離陸重量：2,550 kg (4,960 lb)
- エンジン：1 × ツマンスキー RU19-300 ターボジェットエンジン、1,070 kgp (2,363 lb; 900kgf)
  - 基本燃料搭載量：500 kg (1,102 lb)
  - 最大燃料搭載量：805 kg (1,775 lb)
- 最大速度：660 km/h (410 mph)
- 航続距離：965 km (600 miles)
- 巡航高度：11,500 m (but record set at 16,128 m, 52,913 ft) (37,730 ft)
- 上昇率：18 m/s (3,540 ft/min)
- 最大航続時間：2.05 時間

- 離陸距離：425 m (1,394 ft)
- 着陸距離：450 m (1,476 ft)
- 最大荷重：+7/-5 g